# Phygadeuon mignaulti
Phygadeuon mignaulti är en stekelart som beskrevs av Léon Abel Provancher 1882. Phygadeuon mignaulti ingår i släktet Phygadeuon och familjen brokparasitsteklar. Inga underarter finns listade i Catalogue of Life.